# Bilabiale nasaal
De bilabiale nasaal is een medeklinker die in het Internationaal Fonetisch Alfabet en X-SAMPA aangeduid wordt met [m]. De klank komt wereldwijd veelvuldig voor. Slechts een handvol talen (waaronder het Mohawk) kent de klank niet.
Een voorbeeld van een Nederlands woord waarin deze klank voorkomt, is mond.

## Kenmerken
- Het articulatiepunt is bilabiaal, wat inhoudt dat beide lippen worden gebruikt.
- Het type articulatie is stemhebbend, wat betekent dat de stembanden meetrillen bij het vormen van de klank.
- Het is een nasale medeklinker, wat betekent dat de lucht door de neus naar buiten stroomt.
- Het is een centrale medeklinker, wat wil zeggen dat de lucht over het midden van de tong stroomt, in plaats van langs de zijkanten.

Deze pagina bevat fonetische informatie in het IPA, die in sommige browsers mogelijk niet correct wordt weergegeven.
Waar symbolen in paren voorkomen, vertegenwoordigt het rechter teken een stemhebbende medeklinker. Gearceerde gebieden bevatten medeklinkers die worden beschouwd als onuitspreekbaar.
Zie ook: IPA, Klinkers